# Pampán (Venezuela)
Pour les articles homonymes, voir Pampan.
Pampán est une ville de l'État de Trujillo au Venezuela, capitale de la paroisse civile de Pampán et chef-lieu de la municipalité de Pampán.